# مايك كيلي
مايك كيلي (بالإنجليزية: Mike Kelly)‏ (و. 1960 – م) هو سياسي، ومحامي، من أستراليا، ولد في أديليد، هو عضوٌ في حزب العمال الأسترالي.

## مناصب
تولى منصب عضو مجلس النواب الاسترالى.

## التعليم
تعلم في جامعة ماكواري، وجامعة نيو ساوث ويلز.